# Danzhou
Danzhou (chiń. 儋州; pinyin Dānzhōu) – miasto na prawach prefektury w południowych Chinach, w prowincji Hajnan. W 1999 roku liczba mieszkańców miasta wynosiła 829 567.